# Hortenkachel

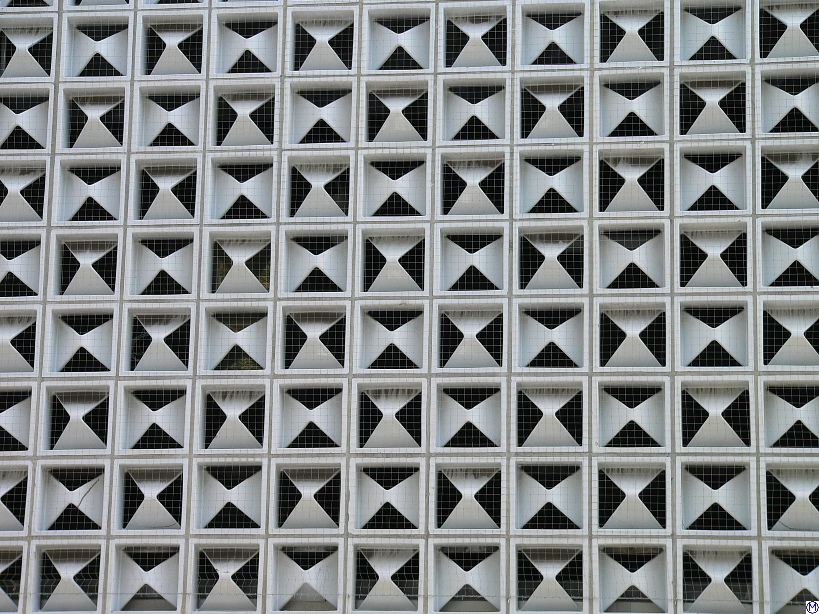
Fassade aus Hortenkacheln

Die Hortenkachel ist der Baustein einer vorgehängten Gebäudefassade für die Horten-Kaufhäuser. Eine erste Version der Wabenfassade noch ohne die Kacheln wurde um 1958 von Helmut Rhode für die Filiale Düsseldorfer Straße in Duisburg entworfen. Für weitere Kaufhausbauten wurde sie von deren Architekten weiterentwickelt, darunter Egon Eiermann.
Eine wabenförmige Fassadengestaltung verwendete Marcel Breuer bereits zuvor beim Rotterdamer Warenhaus De Bijenkorf. Die Anbringung der Wabenfassaden wurde Ende der 1970er Jahre beendet, weil es vermehrt Widerstände aus den Städten gab, so 1972 beim Umbau der Filiale in Regensburg und beim etwa gleichzeitig entstandenen Neubau der Filiale in Nürnberg.

## Gestaltung

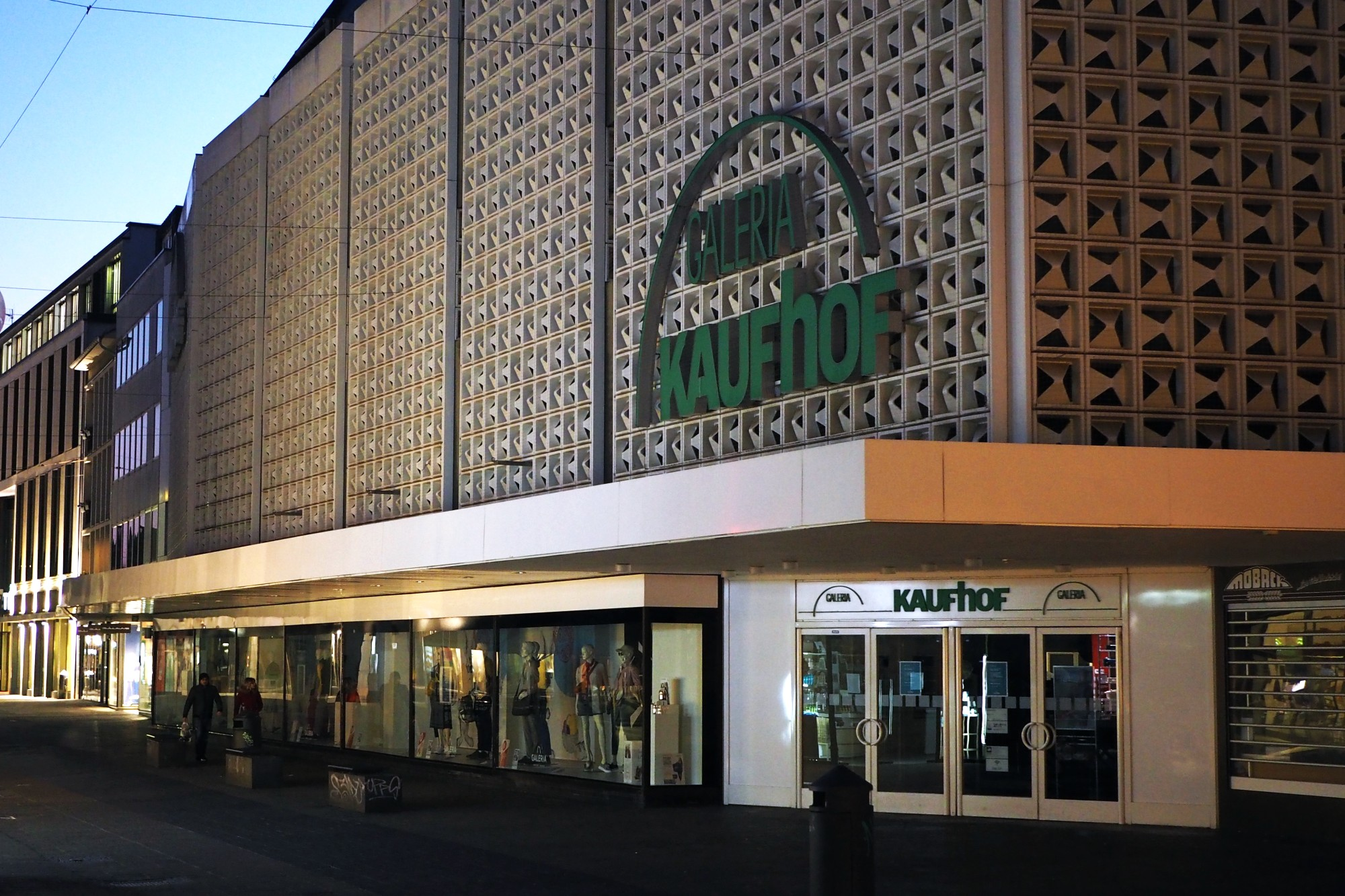
Gebäude des Kaufhauses Horten in Trier, Fleischstraße (später: Galeria Kaufhof), mit typischer Fassade aus Hortenkacheln

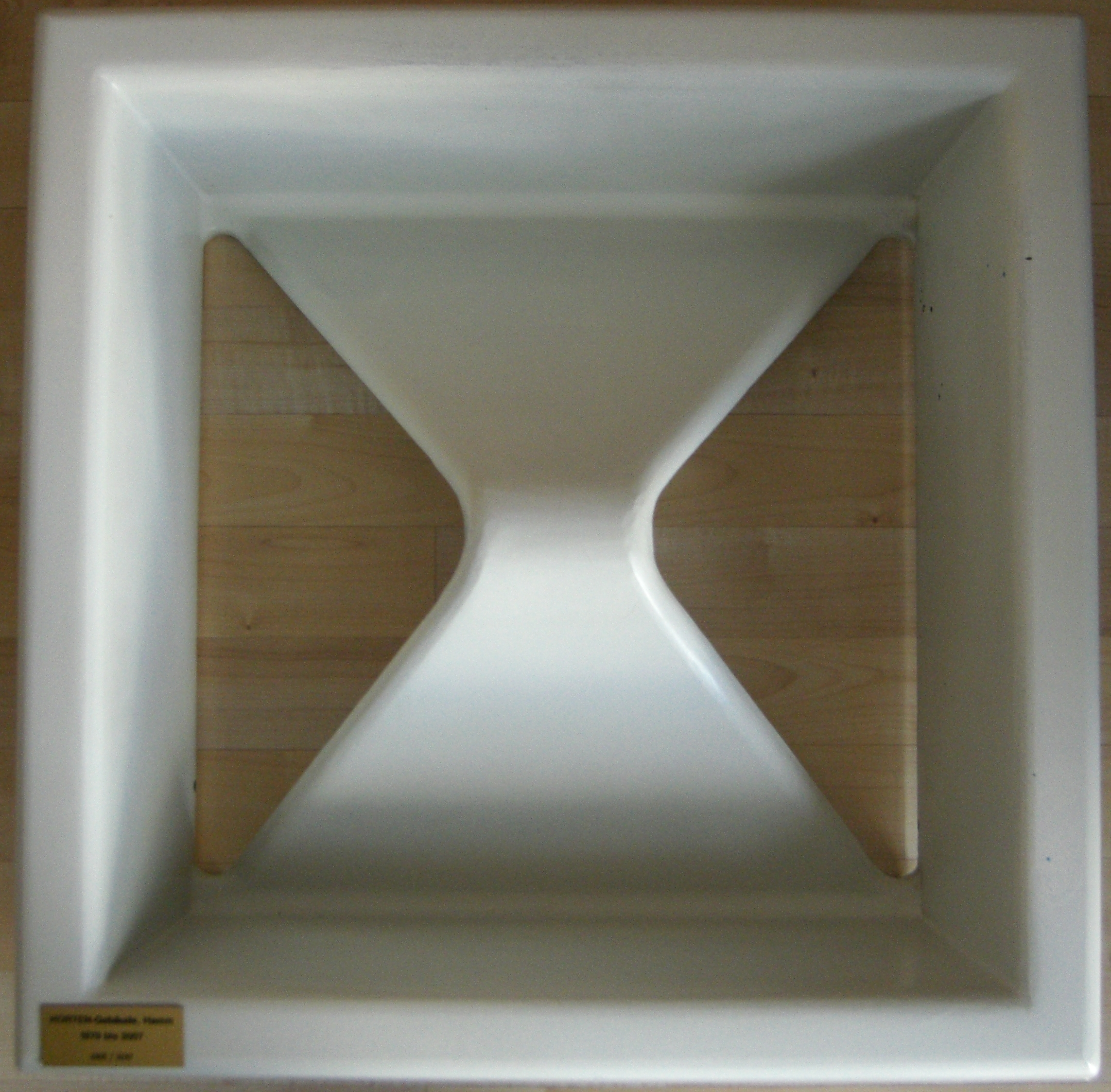
Hortenkachel 68/300 aus Hamm

Das Grundmaß einer Kachel ist beispielsweise 50 cm × 50 cm, die Tiefe liegt bei ca. 15–20 cm. Anfänglich wurden die Kacheln aus Keramik hergestellt, später aus Gewichtsgründen auch aus Aluminium. Die Form entspricht einem stilisierten ‚H‘ für Horten. Die einheitliche Fassadengestaltung sollte zeichenhaft für das Unternehmen werben und eine Corporate Identity aufbauen.
Die ornamentale Fassade, die das Gebäude nahezu vollständig bekleidet, nimmt keinen Bezug auf den stadträumlichen Kontext und macht die innere Gliederung sowie den Maßstab des Gebäudes nicht ablesbar. Da sich mit diesem Fassadensystem die Gebäudegrundrisse sehr flexibel und mit einem Höchstmaß an Stellfläche durch die Vermeidung von Fenstern ausbilden lassen, fand dieses Fassadensystem viel Anklang beim Neubau von Kaufhäusern. Auch beim Umbau oder der Erweiterung bestehender Gebäude war dies ein Vorteil, da man bei der Planung keine Rücksicht auf eventuell vorhandene Fassadengliederungen nehmen oder Anbauten an das bestehende Gebäude anpassen musste, wenn anschließend der gesamte Gebäudekörper mit der Kachel verkleidet wurde. Da die Kacheln Nistmöglichkeiten für Tauben bieten, wurden sie meistens mit einem Drahtnetz überzogen.